# Chaetostichium
Chaetostichium es un género monotípico de plantas herbáceas perteneciente a la familia de las poáceas. Es originario del Norte de África.

## Especies
- Chaetostichium majusculum C.E. Hubb.
- Chaetostichium minimum (Hochst.) C.E. Hubb.
  - Chaetostichium minimum var. macrocaetum Chiov.
  - Chaetostichium minimum var. microchaetum Chiov.